# Ключ (приток Сызранки)
Ключ — река в России, протекает в Новоспасском районе Ульяновской области по дну оврагов Большой и Сосновый Дол. Устье реки находится в 46 км по левому берегу реки Сызранка в селе Репьевка. Длина реки — 13 км. Высота устья 49 м над уровнем моря.

## Данные водного реестра
По данным государственного водного реестра России относится к Нижневолжскому бассейновому округу, водохозяйственный участок реки — Сызранка от истока до города Сызрань (выше города), речной подбассейн реки — подбассейн отсутствует. Речной бассейн реки — Волга от верховий Куйбышевского вдхр. до впадения в Каспий.
Код объекта в государственном водном реестре — 11010001312112100009165.